# Medicago soleirolii
Medicago soleirolii är en ärtväxtart som beskrevs av Jean Étienne Duby. Medicago soleirolii ingår i släktet luserner, och familjen ärtväxter. Inga underarter finns listade i Catalogue of Life.